# Killer Dwarfs
I Killer Dwarfs sono una heavy metal band formata a Toronto, Ontario, Canada nel 1981.

## Storia
I Killer Dwarfs si formarono nel 1981 a Toronto, Ontario. Inizialmente senza un nome, il manager della band trovò il titolo Killer Dwarfs ispirandosi al fatto che il frontman Russ Graham era alto solo 5 piedi e tre pollici (neanche 1.60 cm). La band venne creata quando Russ (Russell Graham) lasciò la sua band Oz raggiungendo il batterista Darrell Miller. A completare la formazione fu il bassista Ange (Angelo Fodero) ed il chitarrista Bryce Trewin. Nel 1983 esordiscono con l'omonimo Killer Dwarfs pubblicato per la piccola etichetta Attic Records.
Nel 1984, Bryce Dwarf abbandona la band sostituito da Mike Dwarf (Mike Hall), mentre l'anno successivo il bassista Ange Dwarf (Angelo Fodero) lascia il posto a Bad Ronbo Dwarf (Ronald Mayer).
Nel 1986, con la nuova formazione, viene pubblicato il secondo album Stand Tall per la Maze Records. Finalmente nel 1988 il quartetto riesce a procurarsi un contratto con una major label, la Epic Records, per la pubblicazione nel terzo disco Big Deal, prodotto da Simon Hanhart (già produttore di band come Bryan Adams, Saxon, Asia, 21 Guns, Yngwie Malmsteen, Marillion). questo li portò a suonare di supporto agli Iron Maiden nel loro tour statunitense del 1988.
Il chitarrista Mike Dwarf, dopo aver pubblicato con la band il quarto album Dirty Weapons nel 1990, abbandona il progetto pochi mesi dopo, sostituito da Gerry Dwarf (Gerry Finn). Dirty Weapons venne distribuito dalla Epic con la produzione di Andy Johns (produttore di band come Cinderella, Van Halen, Joe Satriani, L.A. Guns).
Il quinto disco Method to the Madness li portò a supportare i Pantera e Skid Row. Il chitarrista Jason 'Hook' Grinstead raggiunse la band per un breve periodo nel 1993 prima di raggiungere i BulletBoys e successivamente la band di Alice Cooper.
Nel 2000 i chitarrista Mike Hall e Gerry Finn raggiunsero i compaesani Helix.
I Killer Dwarfs si riunirono nel 2001 suonando al Waterfront club di Toronto in agosto. L'anno successivo la band pubblica il live album Reunion of Scribes: Live 2001 tratto da un concerto del 2001. Nel 2004 Mike Hall formò una nuova band chiamata Black Star con il batterista degli Harem Scarem Darren Smith.

## Formazione

### Formazione attuale
- Russ Dwarf (Russ Graham) - voce (1981-oggi)
- Mike Dwarf (Mike Hall) - chitarra (1985-1990, 2001-oggi)
- Stan Dwarf (Stan Miczek) - basso (2003-oggi)
- Darrell Dwarf (Darrell Millar) - batteria (1981-oggi)

### Ex componenti
- Gerry Dwarf (Gerry Finn) - chitarra (1990-1993)
- Bad Ronbo Dwarf (Ronald Mayer) - basso (1985-2003)
- Ange Dwarf (Angelo Fodero) - basso (1981-1985)
- Bryce Dwarf (Bryce Trewin) - chitarra (1981-1984)

### Turnisti
- Jason "Hook" Grinstead - chitarra (1994)
- Steve Skull - chitarra (1995)
- Jim-Bob Dwarf - ???? (1999-)

## Discografia

### Album in studio
- 1983 - Killer Dwarfs
- 1986 - Stand Tall
- 1988 - Big Deal
- 1990 - Dirty Weapons
- 1992 - Method to the Madness
- 2013 - Start @ One

### Album dal vivo
- 2002 - Reunion of Scribes: Live 2001